# Decaspermum montanum
Decaspermum montanum är en myrtenväxtart som beskrevs av Henry Nicholas Ridley. Decaspermum montanum ingår i släktet Decaspermum och familjen myrtenväxter. Inga underarter finns listade i Catalogue of Life.